# Belmonte de Miranda
Belmonte de Miranda är en kommun i Spanien. Den ligger i den autonoma regionen Asturien i nordvästra delen av landet, 400 km nordväst om huvudstaden Madrid. Antalet invånare är 1 394 (2024). Arean är 208,01 kvadratkilometer. Belmonte de Miranda gränsar till Grado, Teverga, Somiedo, Tineo och Salas. 